# Aserbajdsjan ved de Paralympiske Lege
Aserbajdsjan debuterede ved de Paralympiske Lege ved de paralympiske lege 1996  i Atlanta med en delegation på otte konkurrenter, i svømning og bordtennis. Landet har deltaget i hver efterfølgende udgave af Summer-PL, men den deltog aldrig i Vinter-PL siden.